# Marcello Mihalich
Marcello Mihalich (Fiume, 12 marzo 1907 – Torino, 27 ottobre 1996) è stato un allenatore di calcio e calciatore italiano, di ruolo mezzala sinistra.
Ritenuto tra i migliori giocatori del vivaio fiumano, diversamente da molti altri, anche una volta giunto in Italia, non vide il suo cognome "italianizzato" (secondo l'uso dell'epoca). La h finale ha sempre fatto parte del cognome. La grafia Mihalic è quella della lingua croata e viene spesso utilizzata erroneamente, anche da fonti autorevoli. Era inoltre noto a Fiume con il soprannome di Marzelin cioè Marcellino (in dialetto Marcello diventa Marzel) che in un articolo della Voce del Popolo è diventato Manzelin, probabilmente per un errore di trascrizione.

## Caratteristiche tecniche
Emergeva per la sua grande qualità nei dribbling e nelle finte: era inoltre dotato di una buona velocità e di precisione nei tiri.

## Carriera

### Club

#### Primi anni
Iniziò la sua carriera calcistica nell'immediato dopoguerra a Fiume, nelle file del Tarsia, dove si mise in mostra per le sue qualità: passò dopo qualche anno all'Olympia, in cui esordì in prima squadra nel 1924, nella seconda divisione. Nel 1926 l'Olympia si fuse con il Club Sportivo Gloria dando vita all'Unione Sportiva Fiumana, disputando due campionati di Prima Divisione e in Divisione Nazionale nel 1928-1929, dove fece registrare dodici reti in 27 gare e mostrando un'ottima intesa con il compagno Rodolfo Volk. Per i due nell'estate 1929 si scatenò una vera e propria asta, in particolare tra Roma e Napoli, diatriba che durò diversi mesi. Alla fine dovette intervenire la Federazione, che decretò il passaggio di Volk ai capitolini e di Mihalich ai campani: il costo di quest'ultimo fu di 120.000 lire dell'epoca.

#### Al Napoli
La sua stagione d'esordio fu positiva: il Napoli arrivò quinto e lui segnò 10 reti, di cui due nella prima gara della stagione, il 6 ottobre 1929, nella sconfitta in trasferta contro la Juventus per 3-2. Nella stessa partita fu però espulso dall'arbitro Caironi di Padova per un fallo su Munerati: come scrisse Vittorio Pozzo su La Stampa nel resoconto della partita, dopo anni di prestazioni non brillanti la reputazione delle squadre campane dopo quella partita era migliorata. Il contributo di Mihalich fu importante soprattutto per l'aiuto dato ai compagni di squadra Vojak (terzo miglior cannoniere stagionale) e Sallustro, che segnarono rispettivamente 20 e 13 reti.
Nel campionato seguente Vojak si confermò terzo miglior goleador della stagione, ancora con 20 reti, contro le 11 reti di Sallustro mentre il fiumano confermò il suo talento di assist man e di realizzatore, siglando 12 gol, tra cui la rete della bandiera nella sconfitta in trasferta a Milano dell'undicesima giornata, giocata il 7 dicembre 1930, contro l'Ambrosiana per 2-1.

#### Gli ultimi anni e il ritiro
Infortunatosi al ginocchio sinistro, lasciò Napoli nel 1932, dopo aver siglato 36 reti in 94 gare di campionato. Passò quindi all'Ambrosiana-Inter dove però rimase solo una stagione, siglando comunque sette gol in 11 partite, e successivamente alla Juventus, con cui vinse lo scudetto 1933-1934 anche se vi giocò solo sei gare senza alcun gol.
Dopo solo un anno, consapevole di non poter più restare ad alti livelli, lasciò la compagine bianconera per passare alla Pistoiese in Serie B, dove segnò undici reti in 28 presenze; successivamente passò al Catania, dove rimase per tre stagioni disputando due campionati cadetti e uno di Serie C. Nel 1937 tornò nella sua città natale, dove disputò la sua ultima stagione da calciatore segnando quattro gol in diciotto gare: nel giugno 1938 lasciò quindi il mondo del calcio giocato.

#### Dopo il ritiro e la morte
Mihalich ebbe anche una breve esperienza come allenatore della Fiumana, dal 1938 al 1940, poco prima della scoppio della seconda guerra mondiale, dopo la quale lasciò il mondo del calcio. Con il passaggio di Fiume alla Jugoslavia si rifugiò a Trieste, dove fu poi raggiunto dalla famiglia e dove visse fino al 1984, anno in cui raggiunse uno dei figli a Torino. Nel capoluogo piemontese morì nel 1996, a 89 anni.

### Nazionale
Il 1º dicembre 1929 fu il primo giocatore del Napoli (insieme ad Attila Sallustro) e della Venezia Giulia a giocare in Nazionale, vestendo la maglia azzurra nell'amichevole contro il Portogallo a Milano, gara in cui mise a segno una doppietta. Una frattura ad un braccio rimediata in allenamento poco dopo l'esordio ne rallentò però la carriera in azzurro: il commissario tecnico Pozzo gli preferì, dopo allora, Giovanni Ferrari, malgrado stravedesse per lui.
Mihalich disputò inoltre due partite della Nazionale B, entrambe finite con una vittoria degli Azzurri per 3-0: la partita del 2 marzo 1930 disputata a Napoli contro la Grecia, ed una gara in trasferta in Lussemburgo (dove l'attacco era composto da giocatori giuliani: Volk-Mihalich-Vojak I) giocata il 12 aprile 1931 contro la Nazionale locale. Giocò inoltre una gara della Nazionale del Centrosud, nel 1932 a Napoli, nella vittoria contro l'Austria B per 3-1, gara in cui segnò una rete.

## Statistiche

### Cronologia presenze e reti in nazionale[10]
| Cronologia completa delle presenze e delle reti in nazionale ― Italia | Cronologia completa delle presenze e delle reti in nazionale ― Italia | Cronologia completa delle presenze e delle reti in nazionale ― Italia | Cronologia completa delle presenze e delle reti in nazionale ― Italia | Cronologia completa delle presenze e delle reti in nazionale ― Italia | Cronologia completa delle presenze e delle reti in nazionale ― Italia | Cronologia completa delle presenze e delle reti in nazionale ― Italia | Cronologia completa delle presenze e delle reti in nazionale ― Italia |
| Data                                                                  | Città                                                                 | In casa                                                               | Risultato                                                             | Ospiti                                                                | Competizione                                                          | Reti                                                                  | Note                                                                  |
| --------------------------------------------------------------------- | --------------------------------------------------------------------- | --------------------------------------------------------------------- | --------------------------------------------------------------------- | --------------------------------------------------------------------- | --------------------------------------------------------------------- | --------------------------------------------------------------------- | --------------------------------------------------------------------- |
| 1-12-1929                                                             | Milano                                                                | Italia                                                                | 6 – 1                                                                 | Portogallo                                                            | Amichevole                                                            | 2                                                                     |                                                                       |
| Totale                                                                |                                                                       | Presenze                                                              | 1                                                                     |                                                                       | Reti                                                                  | 2                                                                     |                                                                       |

### Cronologia presenze e reti in nazionale B[12]
| Cronologia completa delle presenze e delle reti in nazionale ― Italia | Cronologia completa delle presenze e delle reti in nazionale ― Italia | Cronologia completa delle presenze e delle reti in nazionale ― Italia | Cronologia completa delle presenze e delle reti in nazionale ― Italia | Cronologia completa delle presenze e delle reti in nazionale ― Italia | Cronologia completa delle presenze e delle reti in nazionale ― Italia | Cronologia completa delle presenze e delle reti in nazionale ― Italia | Cronologia completa delle presenze e delle reti in nazionale ― Italia |
| Data                                                                  | Città                                                                 | In casa                                                               | Risultato                                                             | Ospiti                                                                | Competizione                                                          | Reti                                                                  | Note                                                                  |
| --------------------------------------------------------------------- | --------------------------------------------------------------------- | --------------------------------------------------------------------- | --------------------------------------------------------------------- | --------------------------------------------------------------------- | --------------------------------------------------------------------- | --------------------------------------------------------------------- | --------------------------------------------------------------------- |
| 2-3-1930                                                              | Napoli                                                                | Italia                                                                | 3 – 0                                                                 | Grecia                                                                | Amichevole                                                            | 0                                                                     |                                                                       |
| 12-4-1931                                                             | Lussemburgo                                                           | Lussemburgo                                                           | 0 – 3                                                                 | Italia                                                                | Amichevole                                                            | 0                                                                     |                                                                       |
| Totale                                                                |                                                                       | Presenze                                                              | 2                                                                     |                                                                       | Reti                                                                  | 0                                                                     |                                                                       |

## Palmarès

### Club
- Campionato italiano: 1

Juventus: 1933-1934